# Baarhuisje Algemene Begraafplaats Gorredijk
Het baarhuisje op de Algemene Begraafplaats van Gorredijk doet tevens dienst als klokhuis. Dit gebouw is net als de begraafplaats ontworpen door C. Wamel, het is echter wel twee jaar jonger dan de begraafplaats zelf, het gebouw is ontworpen in de trant van het expressionisme. Heden doet het gebouw niet langer dienst om overledenen in op te baren, maar het doet dienst als opslag voor tuingereedschap.
Wamel heeft het kerkhof met baarhuis ontworpen met laatst genoemde helemaal achterin aan het einde van de begraafplaats. Tussen 1942 en 1946 werd de dodenakker naar achteren uitgebreid waardoor het baarhuisje bijna in het midden kwam te staan. In 1950 werd het, van oorsprong rechthoekige, baarhuisje zelf uitgebreid, deze uitbreiding is met gelijke materialen en in gelijke stijl gedaan. De uitbreiding is te recent gedaan, waardoor dit niet onder de bescherming van het rijksmonument valt.

## Exterieur
Het baarhuis bestaat uit een toren van twee bouwlagen met aan weerszijden twee aanbouwen van elk een bouwlaag. Sinds de verbouwing bevindt zich aan de achterzijde eveneens een uitbouw van een bouwlaag. Het gehele gebouw is opgetrokken uit verschillende soorten baksteen. Het dak van de toren is een overstekend tentdak. Op het dak liggen zwart geglazuurde tegels, op de kepers liggen schubvorsten.
De rondboogdeur in de voorgevel bevat onder andere traliewerk voor het ruitje. Daarnaast zijn ook de scharnieren goed zichtbaar.

## Luidklok
De luidklok is niet de originele klok. De originele klok werd in 1943 door de Duitse bezetter geconfisqueerd, het was een 18e-eeuwse klok van de hand van Cyprianus Crans van Enkhuizen uit Hemrik. Omdat de klok niet terug is gevonden werd diens plaats in 1952 ingenomen door de huidige klok, deze is door Jacobus van Bergen gegoten. De klok heeft als randschrift: GEGOTEN DOOR JACOBUS VAN BERGEN TE MIDWOLDA.
Ook de klok wordt niet beschermd door de status van rijksmonument.